# García Pérez (obispo)
García Pérez (Osma, Reino de Castilla; ¿?-Úbeda, Reino de Jaén; finales 1316) religioso católico castellano, presbítero, 5.º arcediano de Úbeda, sucesor de Gonzalo Pérez. Elegido obispo de Jaén en 1301.
Tras la muerte en cautividad de su predecesor, el deán, Juan Miguel y los canónigos de Jaén en cabildo se reunieron el 24 de febrero de 1301 y acordaron en elección como nuevo obispo a García el 3 de marzo de ese año y confirmó el arzobispo de Toledo el 8 de octubre de 1301.
Tuvo el obispo ciertas donaciones de terrenos y el cortijo de Bocache en término de Torreperogil que donó a la Colegial de Úbeda, por elegir allí sepultura y estar enterrado.